# Кейлі Гамфріс
Ке́йлі Га́мфріс (англ. Kaillie Humphries, при народженні Сімундсон (англ. Simundson); нар. 4 вересня 1985) — канадська та американська бобслеїстка, олімпійська чемпіонка.
Гамфріс бере участь у міжнародних змаганнях з 2004 року. Вона пілот боба-двійки. Станом на 2010 її розганяє Гезер Мойс. Чоловік Кейлі, Ден Гамфріс, також бобслеїст і виступає за збірну Канади в четвірці Ліндона Раша.
Найбільшого успіху пара Гамфріс/Мойс добилися на Олімпіаді у Ванкувері, де вони вибороли золоту олімпійську медаль попереду своїх співвітчизниць Шеллі-Енн Браун та Гелен Аппертон.
Стала третім спортсменом в історії, якому вдалося виграти золоті нагороди Олімпіади, виступаючи за дві країни.

## Олімпійські ігри
| Рік  | Місце проведення          | Монобоб | Двійки |
| ---- | ------------------------- | ------- | ------ |
| 2010 | Ванкувер, Канада          | Н/Д     | 1      |
| 2014 | Сочі, Росія               | Н/Д     | 1      |
| 2018 | Пхьончхан, Південна Корея | Н/Д     | 3      |
| 2022 | Пекін, Китай              | 1       | —      |

## Виступи на чемпіонатах світу
| Рік  | Місце проведення       | Монобоб | Двійки | Змішана команда |
| ---- | ---------------------- | ------- | ------ | --------------- |
| 2008 | Альтенберг, Німеччина  | —       | 5      | 2               |
| 2009 | Лейк-Плесід, США       | —       | 5      | —               |
| 2011 | Кенігсзе, Німеччина    | —       | 3      | 3               |
| 2012 | Лейк-Плесід, США       | —       | 1      | 3               |
| 2013 | Санкт-Моріц, Швейцарія | —       | 1      | 3               |
| 2015 | Вінтерберг, Німеччина  | —       | 7      | 3               |
| 2016 | Інстбрук, Австрія      | —       | 2      | 4               |
| 2017 | Кенігсзе, Німеччина    | —       | 2      | 7               |
| 2020 | Альтенберг, Німеччина  | —       | 1      | —               |
| 2021 | Альтенберг, Німеччина  | 1       | 1      | —               |